# Parafia Chrystusa Króla w Ostrzeszowie
Parafia Chrystusa Króla w Ostrzeszowie – parafia rzymskokatolicka należąca do dekanatu Ostrzeszów diecezji kaliskiej. Mieści się przy ulicy Zamkowej; na terenie dawnego prywatnego szesnastowiecznego miasta  Borek. Na terenie parafii znajduje się także kościół św. Michała Archanioła w Ostrzeszowie.

## Historia parafii
Parafia została utworzona 1 października 1980 roku. Jej obszar obejmował północno- zachodnią część miasta. Granica pomiędzy Parafia Najświętszej Maryi Panny Wniebowziętej przebiegała poprzez ulice: Kościuszki i Daszyńskiego, Borek, Zieloną, Bohaterów Stalingradu (obecnie ul. Św. ojca M.M. Kolbe), Kaliską i Powstańców Wielkopolskich. Proboszczem nowoutworzonej parafii został ks. Zdzisław Sobierajski z Targowej Górki. Pierwszym wikarym ks. Henryk Hołoś. W dniu inauguracji o godzinie 19 ks. proboszcz odprawił pierwszą Mszę św. w połączeniu z nabożeństwem różańcowym. Ingres nowego proboszcza miał miejsce w dniu 5 października na Mszy św. o godz. 9. Ksiądz proboszcz wprowadził nowy układ Mszy św. W niedzielę 12 października został zapisany w księdze chrztów pierwszy chrzest, a 21 października odbył się pierwszy parafialny pogrzeb. W sobotę 25 października miał miejsce pierwszy ślub. W ten sposób zostały urzędowo otwarte księgi: chrztów, ślubów i pogrzebów. Od tego miesiąca rozpoczęła się zgodna z rokiem liturgicznym praca parafii. W dniu 19 grudnia przypadała 4 rocznica Nawiedzenia Maryi w Jasnogórskim obrazie. Wydarzenie w parafii zostało połączone z pierwszymi rekolekcjami parafialnymi, które wygłosił ks. Jerzy Żurawski, proboszcz z Parzynowa.